# لينارت جريل
لينارت جريل (بالألمانية: Lennart Grill)‏ (مواليد 25 يناير 1999) هو لاعب كرة قدم ألماني يلعب كحارس مرمى في نادي باير 04 ليفركوزن.

## روابط خارجية
- لينارت جريل على موقع الاتحاد الأوربي (الإنجليزية)
- لينارت جريل على موقع اتحاد النرويج (النرويجية)
- لينارت جريل على موقع إي إس بي إن إف سي (الإنجليزية)
- لينارت جريل على موقع قاعدة بيانات كرة القدم.إي يو (الإنجليزية)
- لينارت جريل على موقع Soccerbase.com (لاعب) (الإنجليزية)
- لينارت جريل على موقع Soccerway.com (الإنجليزية)
- لينارت جريل على موقع عالم كرة القدم.نت (الإنجليزية)